# Greentown (Indiana)
Pour les articles homonymes, voir Greentown.
Greentown est une municipalité américaine située dans le comté de Howard en Indiana. Lors du recensement de 2010, sa population est de 2 415 habitants.

## Géographie
Greentown se trouve dans la vallée des Miamis, dans le centre-nord de l'Indiana. Elle est arrosée par la Wildcat Creek (en).
Selon le Bureau du recensement des États-Unis, la municipalité s'étend en 2010 sur une superficie de 1,37 mille carré (3,55 km2).

## Histoire

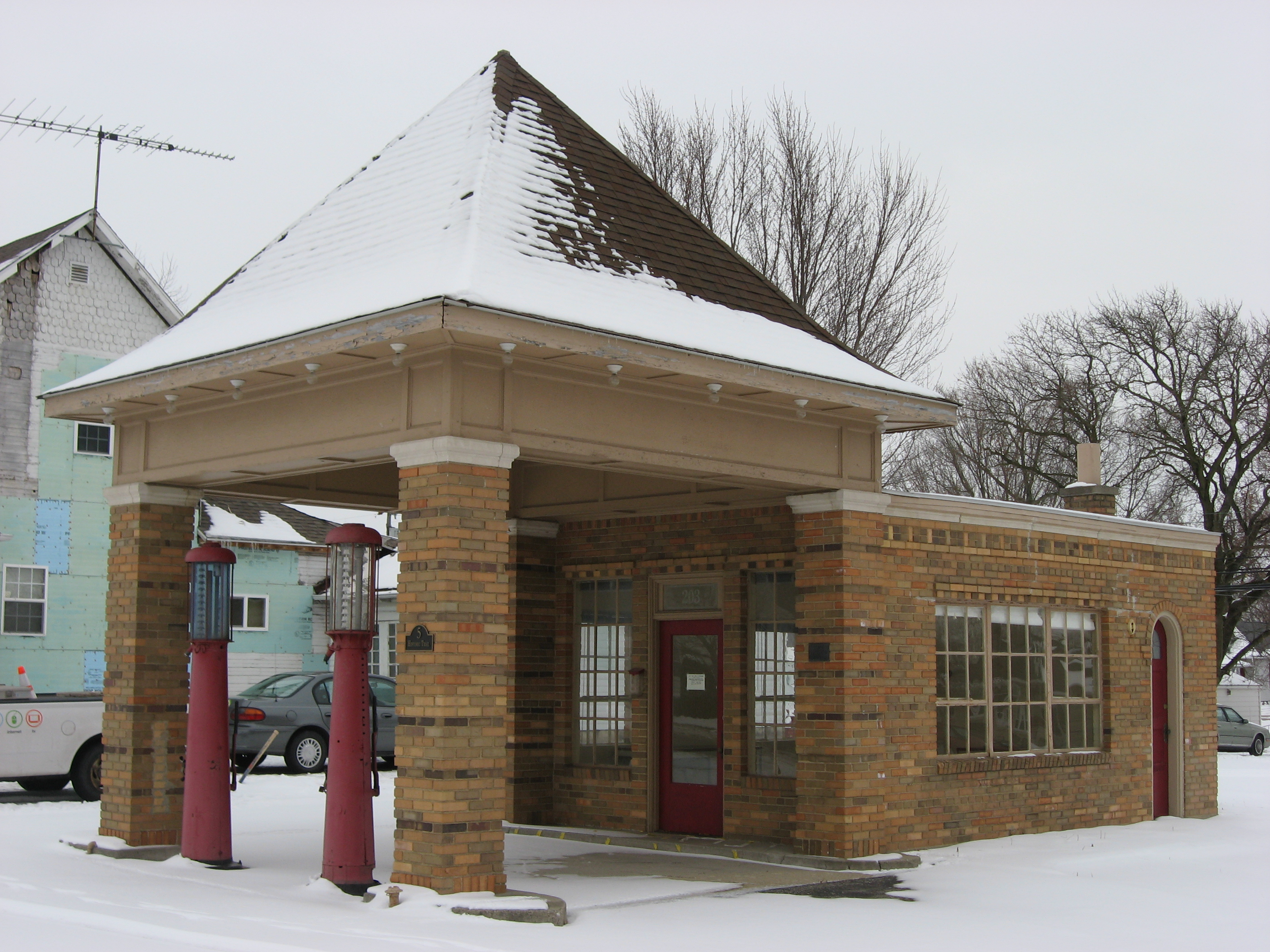
La station-essence Hy-Red.

Greentown est fondée en 1848. L'origine du nom de la ville n'est pas certaine ; elle pourrait être nommée d'après un chef amérindien ou en référence à la couleur de ses plaines.
Greentown connaît un boom économique à partir de 1877, lors de la découverte de champs de gaz naturel dans la région. De nombreuses industries s'implantent alors dans la ville, notamment l'Indiana Tumbler and Goblet Company. Le musée du verre de Greentown regroupe plus de 2 000 pièces provenant de cette verrerie en activité en 1894 à 1904.
La station-essence Hy-Red de Greentown est inscrite au Registre national des lieux historiques. Construite en 1930, elle constitue un bon exemple de l'architecture des anciennes stations-essences de l'Indiana, aujourd'hui de plus en plus rares